# Păsăteni
Păsăteni – wieś w Rumunii, w okręgu Botoszany, w gminie Trușești. W 2011 roku liczyła 147 mieszkańców.